# Stoke Wake
Stoke Wake är en civil parish i Storbritannien.   Den ligger i kommunen Dorset och riksdelen England, i den södra delen av landet, 170 km väster om huvudstaden London.